# Olympische Sommerspiele 1900/Reiten
Die in der französischen Hauptstadt Paris im Rahmen der Weltausstellung (Exposition Universelle et Internationale de Paris) ausgetragenen Internationalen Wettbewerbe für Leibesübungen und Sport (Concours Internationaux d’Exercices Physiques et de Sports) umfassten Wettbewerbe im Reitsport, die Bestandteil der Olympischen Sommerspiele 1900 (Spiele der II. Olympiade) waren.
Das IOC ordnete drei Wettbewerbe im Reiten dem olympischen Programm der Spiele der II. Olympiade zu. Die genaue Anzahl der Teilnehmer an diesen drei Wettbewerben lässt sich nicht mehr rekonstruieren. Nur 15 Reiter aus 5 Nationen sind namentlich bekannt. Es starteten jedoch 50 weitere Sportler, doch kann dabei nicht ausgeschlossen werden, dass es darunter eine Reihe von Mehrfachstartern gab.
Austragungsort war der Place de Breteuil im 7. Arrondissement von Paris. Das bis dahin für Reitturniere genutzte Palais de l’Industrie musste für einen Neubau zur Weltausstellung abgerissen werden. Auch das Grand Palais stand nicht zur Verfügung, da es für die Weltausstellung benutzt wurde. Der Reitplatz war deshalb lediglich ein Provisorium. Die Wettbewerbe wurden zwischen dem 29. Mai und dem 2. Juni durchgeführt.

## Bilanz

### Medaillenspiegel
| Platz  | Land               | Silber | Bronze | Dritter | Gesamt |
| ------ | ------------------ | ------ | ------ | ------- | ------ |
| 1      | Belgien            | 2      | 1      | 1       | 4      |
| 2      | Königreich Italien | 1      | 1      | —       | 2      |
| 3      | Frankreich         | 1      | —      | 2       | 3      |
| Gesamt | Gesamt             | 4      | 2      | 3       | 9      |

### Medaillengewinner
| Disziplin    | Silber                                                                         | Bronze                                           | Dritter                                     |
| ------------ | ------------------------------------------------------------------------------ | ------------------------------------------------ | ------------------------------------------- |
| Springreiten | Aimé Haegeman (BEL) auf „Benton II“                                            | Georges van der Poele (BEL) auf „Windsor Squire“ | Louis de Champsavin (FRA) auf „Terpsichore“ |
| Weitspringen | Constant van Langhendonck (BEL) auf „Extra Dry“                                | Gian Giorgio Trissino (ITA) auf „Oreste“         | Jacques de Prunelé (FRA) auf „Tolla“        |
| Hochspringen | Dominique Gardères (FRA) auf „Canéla“ Gian Giorgio Trissino (ITA) auf „Oreste“ | nicht vergeben                                   | Georges van der Poele (BEL) auf „Ludlow“    |

## Offen

### Springreiten
| Platz | Land | Athlet                                     | Zeit       |
| ----- | ---- | ------------------------------------------ | ---------- |
| 1     | BEL  | Aimé Haegeman auf „Benton II“              | 2:16,0 min |
| 2     | BEL  | Georges van der Poele auf „Windsor Squire“ | 2:17,6 min |
| 3     | FRA  | Louis de Champsavin auf „Terpsichore“      | 2:26,0 min |

Datum: 29. Mai 1900
Der Parcours hatte eine Länge von 850 m, auf dem 21 Hindernisse mit einer Höhe zwischen 1,00 m und 1,20 m verteilt waren. Hinzu kam noch ein Wassergraben von 4,00 m Breite.

### Weitspringen
| Platz | Land | Athlet                                         | Weite  |
| ----- | ---- | ---------------------------------------------- | ------ |
| 1     | BEL  | Constant van Langhendonck auf „Extra Dry“      | 6,10 m |
| 2     | ITA  | Gian Giorgio Trissino auf „Oreste“             | 5,70 m |
| 3     | FRA  | Jacques de Prunelé auf „Tolla“                 | 5,30 m |
| 4     | FRA  | Louis Napoléon Murat auf „Bayard“              | 4,90 m |
| 5     | ITA  | Uberto Visconti di Modrone auf „Jupe-en-l’Air“ | k. A.  |
| 6     | AUT  | Hermann Mandl auf „???“                        | k. A.  |
| 7     | FRA  | Henri Plocque auf „Camelia“                    | k. A.  |
| 8     | BEL  | Van Der Meulen auf „The Wett“                  | k. A.  |

Datum: 31. Mai 1900

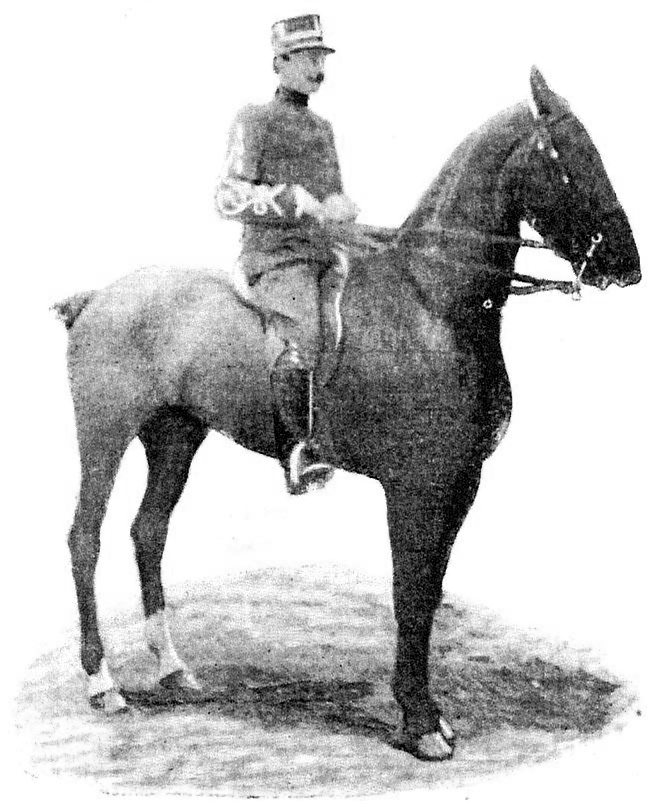
Constant van Langhendonck
Sieger im Weitspringen mit „Extra Dry“

Der Wettbewerb wurde über einen 4,50 m breiten Wassergraben ausgetragen. Nur vier Reiter übertrafen mit ihren Pferden die geforderte Weite von 4,90 m. Alle Reiter unter dieser Weite wurden weder gemessen noch gewertet.

### Hochspringen
| Platz | Land | Athlet                             | Höhe   |
| ----- | ---- | ---------------------------------- | ------ |
| 1     | FRA  | Dominique Gardères auf „Canéla“    | 1,85 m |
| 1     | ITA  | Gian Giorgio Trissino auf „Oreste“ | 1,85 m |
| 3     | BEL  | Georges van der Poele auf „Ludlow“ | 1,70 m |
| 4     | ITA  | Gian Giorgio Trissino auf „Melopo“ | 1,70 m |
| 5     | AUT  | Hermann Mandl auf „???“            | k. A.  |
| 6     | FRA  | Marcel Haëntjens auf „Nell“        | k. A.  |

Datum: 2. Juni 1900

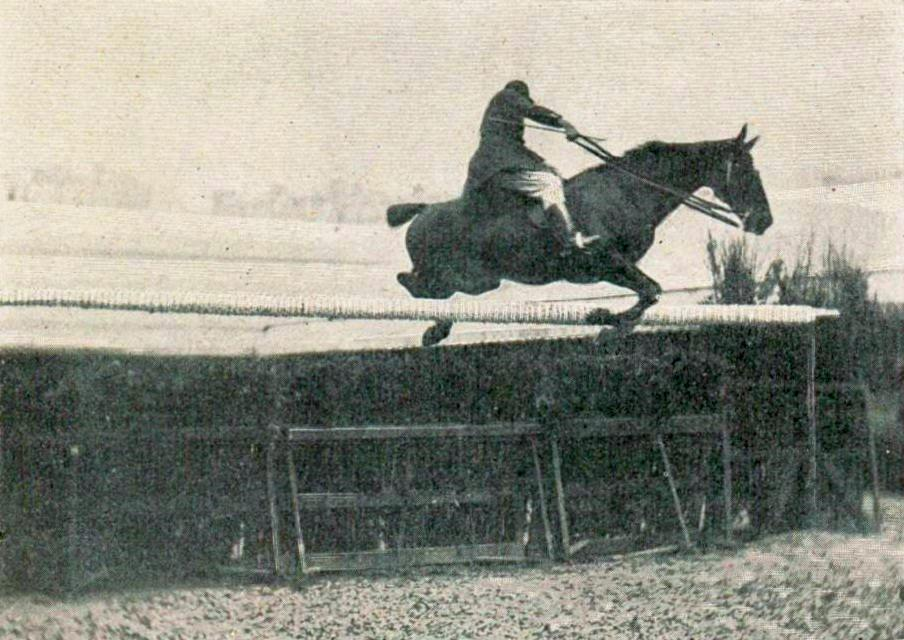
Dominique Gardères
Sieger im Hochspringen mit „Canela“

Trissino trat in dem Wettbewerb mit zwei verschiedenen Pferden an. Er und Gardères teilten sich den Sieg, da keiner eine größere Höhe erreichen konnte. Mit seinem zweiten Pferd musste er ins Stechen um den dritten Platz, in dem van der Poele eine Höhe von 1,80 m bewältigte.

## Nichtolympische Wettbewerbe
Die vom IOC festgestellte Anzahl von 3 olympischen Wettbewerben ist umstritten. In manchen Veröffentlichungen und nach Auffassung namhafter Sporthistoriker (z. B. Bill Mallon) werden zwei weitere Wettbewerbe zum Programm der Olympischen Sommerspiele 1900 hinzugezählt.

### Vorführen von Reitpferden
Beim Vorführen von Reitpferden (fr. Chevaux de Selle) wurden vier Pferde prämiert, wobei die Wertungskriterien unbekannt sind. Es ist jedoch davon auszugehen, dass ein repräsentativer Querschnitt aus den unterschiedlichen Charakteren der Pferde ausgewählt wurde, so dass dieser Wettbewerb weniger den Anspruch an einen sportlichen Wettkampf stellte, sondern vielmehr als eine Pferdeschau betrachtet werden muss. Verbindungen zum heutigen Dressurreiten sind vage.
Es beteiligten sich auch die französische Reiterin Moulin, deren Vorname unbekannt ist, sowie die italienische Reiterin Elvira Guerra, Nichte des bekannten Zirkusbesitzers Alessandro Guerra.
Datum: 31. Mai 1900
| Platz | Land | Athlet                                       |
| ----- | ---- | -------------------------------------------- |
| 1     | FRA  | Louis Napoléon Murat mit „Général“           |
| 2     | FRA  | Henry de Robien mit „Ritournelle“            |
| 3     | FRA  | Robert de Montesquiou-Fésenac mit „Grey-Lez“ |
| 4     | FRA  | Louis d’Havrincourt mit „Mavourneen“         |

### Gespannfahren

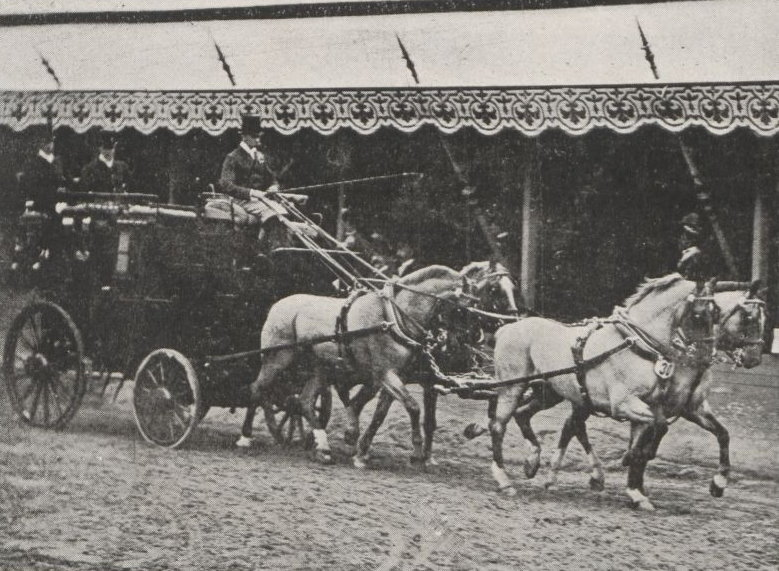
Étienne van Zuylen van Nyevelt beim Wettkampf 1900

Es fand auch ein Wettbewerb im Gespannfahren statt, bei dem die Teilnehmer sich ein Rennen auf Kutschen lieferten. Dieser Wettbewerb war zunächst kein durch das Internationale Olympische Komitee (IOC) anerkannter offizieller Bestandteil der Olympischen Sommerspiele. Er wird mittlerweile jedoch zu den offiziellen Medaillenwettbewerben gezählt.
In diesem Wettbewerb hatte der Fahrer auf dem Bock einer Pferdekutsche mit zwei Bediensteten ein Vierergespann über eine Strecke von St. Germain über das Champ de Mars nach Auteuil zu führen. Die Route verlief über öffentliche Straßen, für das Gespann war dazu die elegante Anspannung für die Stadt gefordert. 31 Kutschen aus 7 Nationen nahmen teil. Verlangt wurden Vierer-Gespanne, die Postkutschen mit Fahrern und zwei Bediensteten zogen. Die Besitzer waren nicht immer die Fahrer. So war laut einem Bericht der Zeitschrift La Vie au grand air Kaiser Wilhelm II. der Besitzer des deutschen Gespanns, das von Max von Guilleaume gelenkt wurde, und hatte 50.000 Reichsmark gekostet.
Insgesamt waren 29 Teilnehmer aus sieben Nationen gemeldet, die am 2. Juni 1900 gegeneinander antraten. Unter den vier Finalteilnehmern setzte sich Georges Nagelmackers aus Belgien durch, die übrigen Plätze gingen an französische Fahrer. Der erste Preis war ein Kunstobjekt oder 6000 Francs, der zweite erhielt 3000 Francs, der dritte 1000.
Datum: 2. Juni 1900
| Platz | Land | Athlet               |
| ----- | ---- | -------------------- |
| 1     | BEL  | Georges Nagelmackers |
| 2     | FRA  | Léon Thome           |
| 3     | FRA  | Jean de Neuflize     |
| 4     | FRA  | Philippe Vernes      |